# Obereopsis basiflava
Obereopsis basiflava là một loài bọ cánh cứng trong họ Cerambycidae.